# Baden
Baden este un stat istoric în sud-vestul Germaniei, pe malul drept al râului Rin.
El a fost creat în Secolul al XII-lea drept comitat de Baden. Ulterior a fost divizat în diferite state mai mici care au fost reunificate în 1771. A devenit un stat mult mărit, denumit Marele Ducat de Baden prin desființarea Sfântului Imperiu Roman în 1803-1806 și a rămas un stat suveran până la integrarea sa în Imperiul German în 1871, rămânând un mare ducat până în 1918 când a devenit parte a Republicii din Weimar. Între 1933-1945 a făcut parte din Germania Nazistă, iar începând din 1952 este o porțiune din  landul Baden-Württemberg.

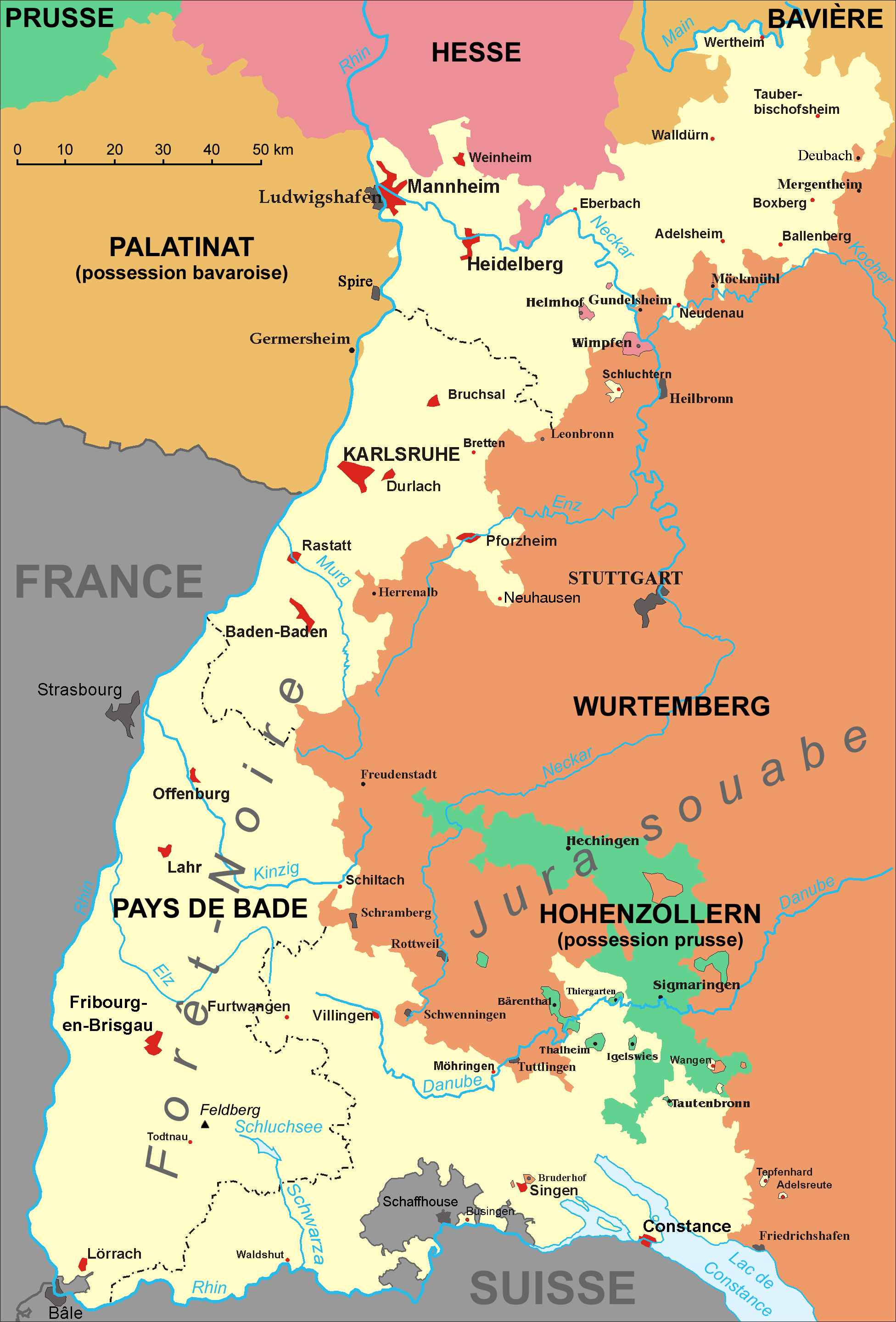
Harta Marelui Ducat de Baden din 1806 până în 1945.

## Geografie
Baden este situat în sud-vestul Germaniei, în centrul landului se află regiunea Oberrheinische Tiefebene (Depresiunea Rinului Superior). Landul se întinde la sud și vest de Rin  și Bodensee (Lacul Constanța), între regiunea Linzgau până la Main și Tauber, cuprinzând localitățile Lörrach, Freiburg im Breisgau și Karlsruhe. La nord-vest se învecinează cu landurile Bavaria și Hessa, la sud cu Palatinatul, iar la est cu Würtemberg. Dunărea izvorăște în regiunea Schwarzwald din Baden.

## Orașe și regiuni
Orașe: Karlsruhe, Mannheim, Heidelberg, Karlsruhe, Pforzheim, Freiburg im Breisgau,  Weinheim, Bruchsal, Ettlingen, Rastatt, Baden-Baden, Offenburg, Villingen-Schwenningen, Lörrach, Singen (Hohentwiel) și Konstanz.

Regiuni in Baden:
de la nord la sud:
| - Taubergrund - Bauland (Landschaft) - Odenwald - Kraichgau - Kurpfalz - Hanauerland - Ortenau - Kaiserstuhl - Breisgau - Rheinebene | - Schwarzwald - Markgräflerland - Wiesental - Hotzenwald - Hochrhein - Klettgau - Baar - Hegau - Linzgau - Bodensee |